# Пулау-Судонг
1°12′30″ пн. ш. 103°43′17″ сх. д. / 1.2083333333333° пн. ш. 103.72138888889° сх. д.

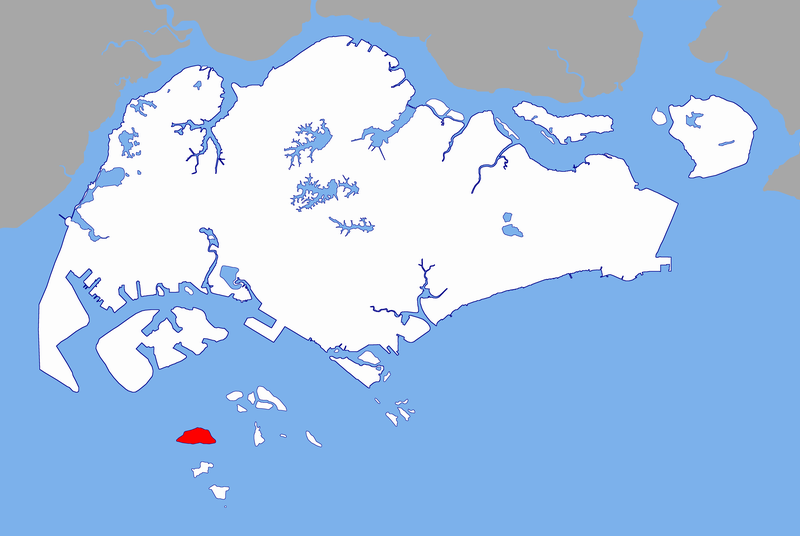
Острів Пулау Судонг

Пулау Судонг — кораловий острів площею 209 гектарів біля південного узбережжя Сінгапуру . Наприкінці 1970-х років він був розширений у процесі рекультивації землі .

## Заборонена зона
З початку 1980-х років з Пулау Судонг, Пулау Сенанг і Пулау Павай сформували військовий навчальний район південних островів Збройних сил Сінгапуру та зону бойових стрільб.  Як і на всіх інших військових об’єктах у Сінгапурі, доступ на острів заборонений для всіх цивільних осіб у будь-який час дня та ночі.  Єдиним винятком із цього є працівники, які уклали контракт з Міністерством оборони Сінгапуру для виконання технічного обслуговування калібрувальних установок на території острова.
Аеропорт і док острова обслуговуються Збройними Силами Сінгапуру , причому більшість територій вкриті густою рослинністю — острів є притулком дикої природи як для перелітних птахів, так і для рослин. Злітно-посадкова смуга використовується лише для надзвичайних ситуацій із залученням військових літаків.

## Етимологія та історія
Судонг — те саме, що й тудонг у малайській мові, конусоподібна кришка, зроблена з циновки ; він також використовується як головний убор у плантаторів паді .

У 2015 році колишні жителі острова подали петицію, щоб їм дозволили повернутися на острів на один день, щоб виконати своє передсмертне бажання. 

## Зовнішні посилання
- Супутниковий знімок Pulau Sudong - Google Maps